# Synagoge (Halle (Saale))

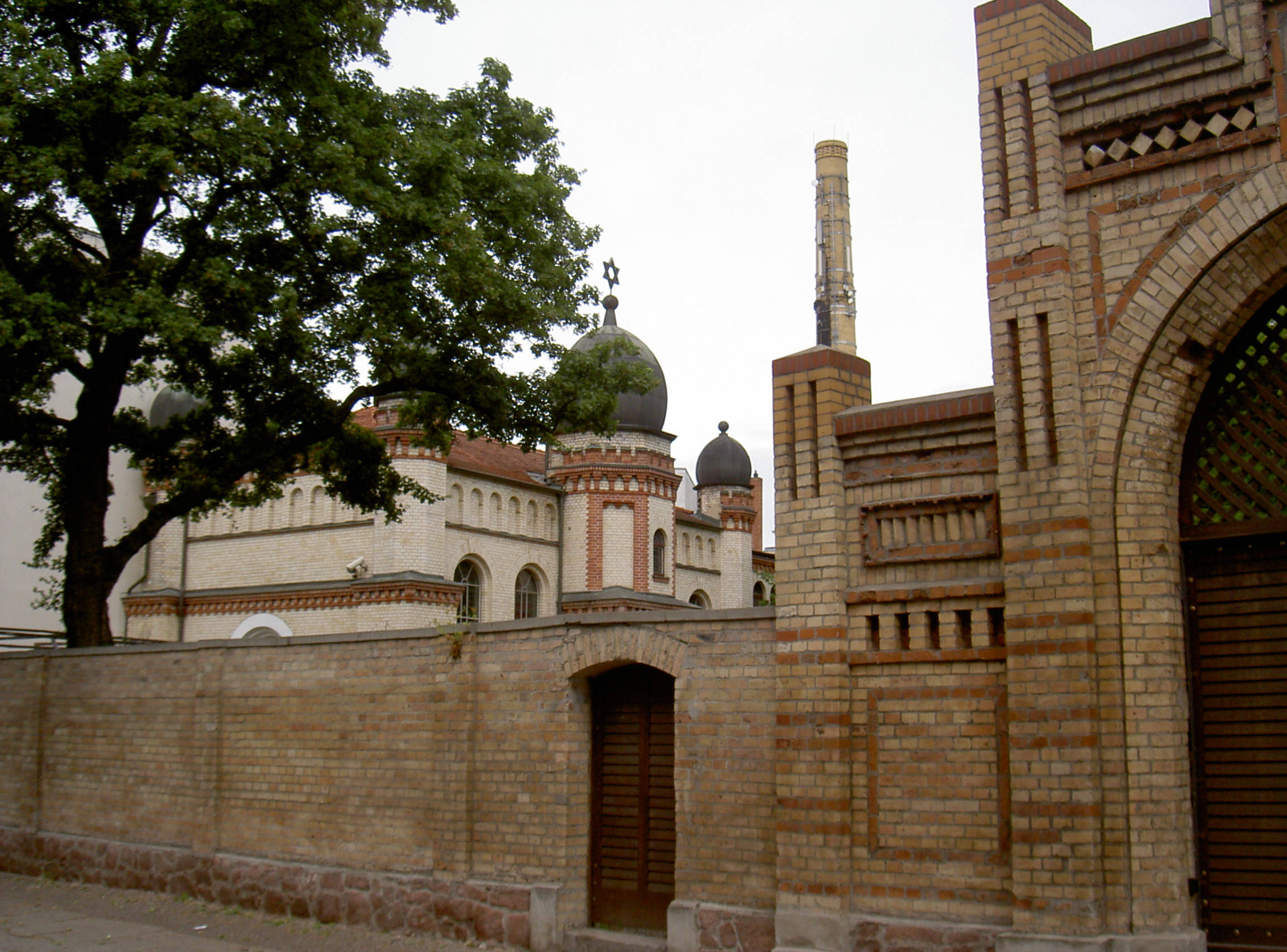
Synagoge von der Humboldtstraße

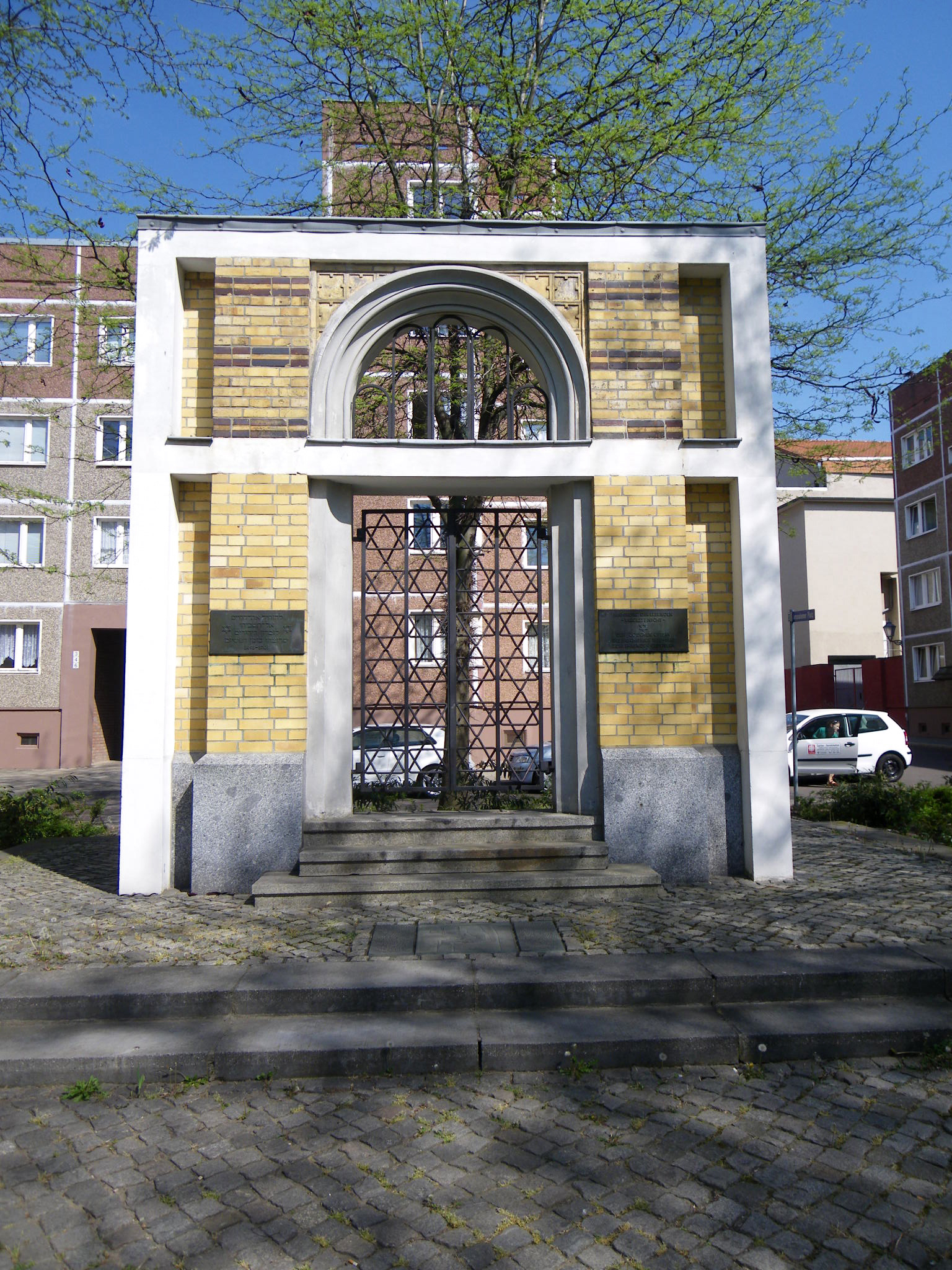
Portalnachbau der hallischen Synagoge am Großen Berlin

Die Synagoge von Halle (Saale) ist das Gotteshaus der jüdischen Bewohner der Stadt Halle in Sachsen-Anhalt. Die Synagoge der 555 Mitglieder (Stand: 2018) zählenden jüdischen Gemeinde (Kehillah) steht in der Humboldtstraße 52.

## Geschichte
Das Gebäude wurde 1894 ursprünglich als Taharahaus des 1864 nordöstlich der Innenstadt von Halle angelegten jüdischen Friedhofs nach Plänen der Architekten Gustav Wolff und Theodor Lehmann aus weißen und gelben Ziegeln erbaut. Die Umnutzung zur Synagoge erfolgte ab 1948 nach einigen Umbauten (geweiht 1953) als Ersatz für die während der Novemberpogrome 1938 zerstörte alte Synagoge in der Innenstadt.
Am 9. Oktober 2019, dem Jom Kippur, wurde auf die Synagoge und den Friedhof ein antisemitischer Anschlag verübt. Die Tür, die den Attentäter aufgehalten hatte, wurde später in ein von Lidia Edel gestaltetes Mahnmal integriert, das im Synagogenvorhof aufgestellt und am 9. Oktober 2020 enthüllt wurde. Die Tür mit den Einschusslöchern wird von einer Eiche gehalten, deren Äste eine Hand darstellen. Jeweils zwei silberne Blätter vor der Tür erinnern an die Toten und Verletzten des Anschlags außerhalb der Synagoge, 52 Blätter an den hinter der Tür wachsenden Zweigen stehen für die Überlebenden, die sich zum Zeitpunkt des Anschlags in der Synagoge befanden. An der Außenmauer erinnert seitdem eine Gedenktafel an die beiden Todesopfer.

## Architektur
Es handelt sich um einen schlichten Saalbau im maurischen Stil mit großen Rundbogenfenstern. Ein in der Mitte der Vorderfront vorgelagerter Turm trägt eine der charakteristischen vier Zwiebelhauben. Da auch die Ecken hervorgehoben wurden, entstand eine reich gegliederte Dreiturmfassade.

## Ausstattung
Bei der Umgestaltung zur Synagoge bekam der Sakralbau verschiedene Einbauten: Almemor, Thoraschrein, Gestühl und Frauenempore wurden ergänzt. Für den Thoraschrein musste man den Osteingang verschließen, da dieser – wie traditionell üblich – vor der Ostwand aufgestellt wurde.

## Vorgängerbauten

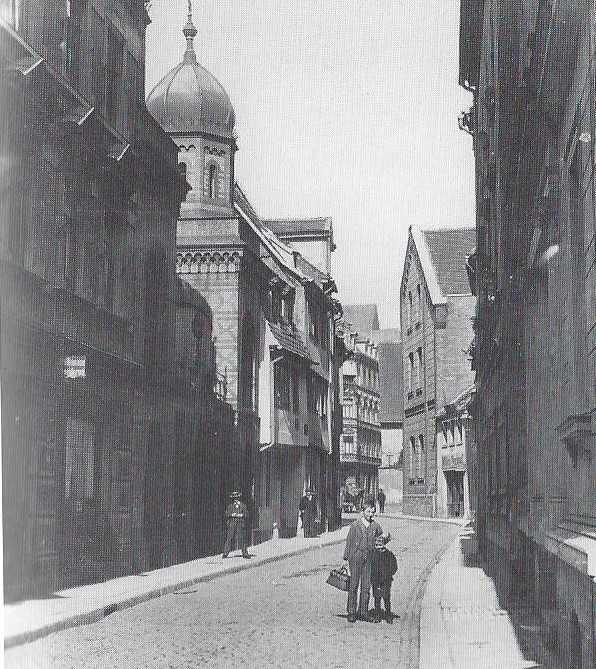
Die alte hallische Synagoge in der Kleinen Brauhausstraße (um 1900)

Spätestens ab dem Hochmittelalter gab es Juden in Halle. Ungewiss ist, ob sie nicht bereits im Jahr 965 nachweisbar sind, als Ibrahim ibn Yaqub von Magdeburg nach Prag reist und dabei auch eine jüdische Saline an der Saale erwähnt. Sicher nachweisen lassen sie sich erst im Jahr 1184, als sie dem neu gegründeten Kollegialstift in der Burg Seeburg eine Abgabe zahlen müssen.
Bald bildete sich ein eigenes jüdisches Viertel, das Judendorf, das sich in der Gegend des heutigen Friedemann-Bach-Platzes und der Moritzburg auf dem heutigen Schlossberg befand. Dort entstand auch die erste Synagoge Halles sowie ein eigener Friedhof an der Stelle, an der sich heute der Jägerberg erhebt. Erstmals erwähnt wird diese Synagoge im Jahr 1314.  Zwar standen die Juden abwechselnd unter dem Schutz des Erzbischofs von Magdeburg und des nahe gelegenen Klosters Neuwerk, doch wurde die Siedlung immer wieder Ziel von Angriffen. Da die Gemeinde nach der in Erfurt als die größte Mitteldeutschlands galt, wurde sie zudem wiederholt finanziell erpresst, bis sie im Jahr 1493 durch Erzbischof Ernst von Magdeburg endgültig vertrieben wurde.
Erst im späten 17. Jahrhundert kehrten Juden nach Halle zurück und begründeten wieder eine jüdische Gemeinde. Um 1700 entstand die Synagoge in der Großen Brauhausstraße. Diese wurde 1724 zerstört und bald darauf wieder aufgebaut. Im Jahr 1829 wurde die Synagoge saniert, doch infolge des Wirtschaftswachstums stieg die Einwohnerzahl Halles an, und der Sakralbau war bald wieder zu klein. Es bildete sich ein Synagogenbauverein, und man entwarf einen Neubau nach dem Vorbild der Neuen Synagoge in Berlin. Die Einweihung erfolgte im Jahr 1870; bereits im Jahr 1894 war eine Erweiterung notwendig.
An den 1938 zerstörten Bau erinnern heute das Synagogendenkmal im Hinterhof zwischen Großer Brauhausstraße und Großem Berlin sowie ein Nachbau des Hauptportals am Großen Berlin, der im Jahr 1985 entstand und als Mahnmal dient. Zudem erhielt der Platz den Beinamen Jerusalemer Platz.